# Ebersbach-Neugersdorf
Ebersbach-Neugersdorf (hornolužickosrbsky Habrachćicy-Nowe Jěžercy) je město v Horní Lužici v německé spolkové zemi Sasko. Nachází se na hranicích s Českou republikou v zemském okrese Zhořelec a má přibližně 11 tisíc obyvatel. 

## Historie
Vzniklo 1. ledna 2011 sloučení sousedících obcí Ebersbach a Neugersdorf.

## Geografie
Město leží na jihu Horní Lužice v Šluknovské pahorkatině a počtem obyvatel je (po Zhořelci, Žitavě, Weißwasseru a Löbau) pátým největším městem okresu. Na jeho území o rozloze 20,42 čtverečních kilometrů leží dva ze tří pramenů Sprévy.

## Správní členění
Ebersbach-Neugersdorf se dělí na 2 místní části:
- Ebersbach/Sa.
- Neugersdorf

## Osobnosti
- Uwe Dassler (* 1967), plavec
- Ewald Hering (1834–1918), fyziolog

## Partnerská města
- Bourg-lès-Valence, Francie
- Ebersbach an der Fils, Bádensko-Württembersko, Německo
- Gründau, Hesensko, Německo
- Jiříkov, Česko
- Krapkowice, Polsko